# 김치우
김치우(한국 한자: 金致祐, 1983년 11월 11일 ~ )는 대한민국의 전 축구 선수로서 과거 포지션은 윙어와 왼쪽 풀백이었다. 현재 천안 시티 FC의 수석 코치로 재직중이다.

## 개요
서울특별시 출생으로 풍생중학교, 풍생고등학교, 중앙대학교 축구부를 나왔다. 이름이 '치우'인 것과 경기를 지배한다는 점에 착안하여 '치우천왕'이라는 별명이 붙었다. 왼발 킥이 뛰어나 '왼발의 마술사'라는 별명을 얻기도 했지만, 오른발킥은 그리 좋지 못해 '오른발의 맙소사'라는 별명도 있었다. 하지만 FC 서울 역사상 가장 극적인 골 중 하나로 꼽히는 2010년 K그 챔피언결정전 1차전 제주 유나이티드와의 경기에서 추가시간 중 동점골을 오른발 논스톱 슛으로 넣기도 하였다.

## 클럽 경력
2004년 인천 유나이티드에 입단하였고, 2005년 세르비아 몬테네그로 프르바리가의 FK 파르티잔에서 6개월간 임대 생활을 하며 2004-05 시즌 리그 우승에 공헌한 뒤, 2005년 6월 인천 유나이티드로 복귀하였다. 2006년 국가대표에 승선한 뒤 연봉 문제를 두고 인천 유나이티드와 갈등을 빚었고, 2007년 1월 전남 드래곤즈로 이적하였다. 전남 드래곤즈로 이적한 이후 핵심 선수로 활약하며 2007년 FA컵 우승에 큰 공헌을 하였고, 대회 MVP를 차지하였다. 2008년 7월 FC 서울로 이적하여, 그 해 K리그 준우승에 공헌하였다.
2009 K리그에선 시즌 중반까지 좋은 활약을 펼쳤으나 6월 8일, 탈장 증세를 보이며 대표팀에서 하차하고 2009 AFC 챔피언스리그 16강에도 결장하였다. 7월 24일 맨체스터 유나이티드와의 친선 경기에서 복귀하였다. 제주와의 챔피언 결정전 1차전에 출전하여 극적 동점골을 터뜨려 팀의 우승에 공헌하였다.
2010 시즌 도중 군 복무를 위해 광주 상무에 입단하였다. 주로 왼쪽 윙어로 활약하였으나 잔부상으로 상무에서의 시즌을 모두 소화하지는 못하였다. 9월 10일 전역하여 원 소속팀인 서울로 복귀하였다.
2017시즌까지 FC 서울에서 선수 경력을 마친후, 2018년 1월 K리그 챌린지의 부산 아이파크로 이적했다. 서울에 남을 수도 있었지만, 황선홍 감독이 세대 교체를 바랐기 때문에 출전 가능성이 줄어들 것을 염려하여 이적을 결심하였다. 2018시즌 부산에서 리그 28경기에 출전하며 주전으로 활약했다. 2019시즌에도 23경기에 출전하며 팀의 승격을 이끌어냈다.
2019 시즌이 끝나고 부산과의 계약이 만료되어 자유계약선수로 공시되었다. 2020년 5월, 선수 은퇴를 선언하여 16년 간의 선수 생활을 마쳤다.

## 지도자 경력
2021 시즌을 앞두고 김천 상무의 코치로 부임하였다.

## 국가대표팀 경력
2003년에 아랍에미리트에서 열린 FIFA U-20 월드컵에 출전하여 대한민국의 전 경기에 출장하였다.
2006년 10월 8일 가나와의 친선경기에서 데뷔하여, 그 해 2006년 아시안 게임에 출전했다. 그리고 2007년 AFC 아시안컵에 출전해 일본과의 3-4위 결정전 승부차기에서 6번째 키커로 나가 성공했고, 스코어 6대 5 승리를 이끈 것과 동시에 대한민국의 다음 대회의 자동 출전권을 획득했다. 이후 2009년 3월 28일 이라크와의 친선경기에서 첫 A매치 득점을 올렸고, 바로 다음 경기인 2009년 4월 1일 북한과의 2010년 FIFA 월드컵 아시아 지역 예선에서 두 번째 A매치 득점을 기록하였다. 2012년 2월 25일 우즈베키스탄과의 친선경기에서 2골을 넣으며 팀의 4:2 승리에 힘을 보탰다. 2013년 6월 4일 레바논 베이루트에서 열린 레바논과의 2014년 FIFA 월드컵 아시아 지역 최종 예선 경기에서 0:1로 지고 있던 후반전 종료 직전에 프리킥 골을 넣어 1:1 무승부를 만들어 냈다.

#### 국가대표 득점 기록
- 통산 28경기 출장 5득점

| 득점 | 일자            | 장소            | 상대팀                 | 득점 순서 | 최종 결과 | 대회                                     |
| ---- | --------------- | --------------- | ---------------------- | --------- | --------- | ---------------------------------------- |
| 1    | 2009년 3월 28일 | 대한민국 수원   | 이라크                 | 1 - 1     | 2 - 1     | 친선 경기                                |
| 2    | 2009년 4월 1일  | 대한민국 서울   | 조선민주주의인민공화국 | 1 - 0     | 1 - 0     | 2010년 FIFA 월드컵 아시아 지역 최종 예선 |
| 3    | 2012년 2월 25일 | 대한민국 전주   | 우즈베키스탄           | 3 - 0     | 4 - 2     | 친선 경기                                |
| 4    | 2012년 2월 25일 | 대한민국 전주   | 우즈베키스탄           | 4 - 2     | 4 - 2     | 친선 경기                                |
| 5    | 2013년 6월 4일  | 레바논 베이루트 | 레바논                 | 1 - 1     | 1 - 1     | 2014년 FIFA 월드컵 아시아 지역 최종 예선 |

#### 주요 참가 국제대회
- 2006년 아시안게임 대표
- 2007년 AFC 아시안컵 대표

## 경력 목록

### 청소년 클럽 경력
- 1998년 ~ 2000년  풍생고등학교
- 2001년 ~ 2003년  중앙대학교

### 성인 클럽 경력
- 2004년 ~ 2006년  인천 유나이티드 FC
- 2005년 →  FK 파르티잔 (임대)
- 2007년 ~ 2008년  전남 드래곤즈
- 2008년 ~ 2017년  FC 서울
- 2011년 ~ 2012년 →  상주 상무 축구단 (군복무)
- 2018년 ~ 2019년  부산 아이파크

### 국가대표팀 경력
대한민국 축구 국가대표팀
- 2002년 ~ 2003년  대한민국 U-20 축구 국가대표팀
- 2003년 ~ 2006년  대한민국 U-23 축구 국가대표팀
- 2006년 ~ 2013년  대한민국 축구 국가대표팀

### 지도자 경력
- 2021년 ~ 2023년  김천 상무 FC (코치)
- 2024년 현재  천안시티FC (수석코치)

## 수상 내역

### 선수

#### 클럽
- 인천 유나이티드
  - K리그 준우승 1회 (2005년)

- FK 파르티잔
  - 세르비아 몬테네그로 프르바리가 우승 1회 (2004-05 시즌)

- 전남 드래곤즈
  - FA컵 우승 1회 (2007년)

- FC 서울
  - K리그 클래식 우승 3회 (2010년, 2012년, 2016년)
  - K리그 클래식 준우승 1회 (2008년)
  - FA컵 우승 1회 (2015년)
  - FA컵 준우승 1회 (2014년)
  - AFC 챔피언스리그 준우승 1회 (2013년)

#### 국가대표팀
- 2007년 AFC 아시안컵 3위

### 개인
- 2007년 FA컵 MVP 수상

## 방송
- tvN 《전설이 떴다 군대스리가》 (2022년)